# Irina Sumnikova
Irina Vladimirovna Sviridenko, coniugata Sumnikova (in russo Ирина Владимировна Свириденко-Сумникова?; Minsk, 15 ottobre 1964), è un'ex cestista russa, fino al 1991 sovietica.

## Carriera
Con l'Unione Sovietica ha disputato i Giochi olimpici di Seul 1988, due edizioni dei Campionati mondiali (1986, 1990) e due dei Campionati europei (1989, 1991).
Con la Squadra Unificata ha disputato i Giochi olimpici di Barcellona 1992.
Con la Russia ha disputato due edizioni dei Giochi olimpici (Atlanta 1996, Pechino 2000) e due dei Campionati europei (1995, 1999).